# Мгла (телесериал, 2017)
«Мгла», или «Туман» (англ. The Mist) — американский телесериал, основанный на повести «Туман» американского писателя Стивена Кинга. Премьера первого сезона, который состоит из 10 эпизодов, состоялась 22 июня 2017 года на телеканале Spike.
27 сентября 2017 Spike закрыл сериал после одного сезона.

## Сюжет
Небольшой американский городок Бриджвилл накрывает сверхъестественный белый туман, в котором оживают кошмары и погибают люди. Оставшиеся в живых спасаются в зданиях, куда ещё не проник туман, и вынуждены взаимодействовать друг с другом, чтобы выжить. Но главной опасностью оказывается не туман снаружи, а нарастающие страх, подозрительность и одержимость, поселившиеся в головах людей.

## В ролях

### Основной состав
- Морган Спектор — Кевин Копланд, либеральный и цивилизованный человек, посвящающий всю жизнь своей жене и дочери. Он старается не отступать от морали, и не давать воли гневу и предубеждениям. Тем не менее, с приходом тумана, его моральный компас подвергнется серьёзным испытаниям.
- Алисса Сазерленд — Ив Копланд, жена и мать, которая стремится защитить свою дочь-подростка от опасностей.
- Гас Берни — Алекс Копланд, дочь Кевина и Ив Копланд.
- Даница Чурчич — Миа Ламберт, наркоманка, попавшая в полицейский участок Бриджвилла, перед наступлением тумана.
- Окези Морро — Брайан Хант, военный с амнезией, чья личность и секреты будут раскрываться по мере развития сюжета.
- Люк Косгроув — Джей Хейсел, сын шерифа и звезда популярной местной футбольной команды.
- Даррен Петти — Коннор Хейсел, начальник полиции Бриджвилла.
- Рассел Познер — Эдриан Графф, подросток-гей, друг Алекс.
- Фрэнсис Конрой — Натали Рэйвен, ярая защитница окружающей среды.

### Второстепенный состав
- Дэн Батлер — отец Романов, святой отец местной церкви.
- Айзая Уитлок-младший — Гас Редман, хозяин супермаркета.
- Ирен Бедард — Кими Лусеро, местный житель, застрявшая в супермаркете.
- Дерек МакГрат — Бенедикт Рэйвен, муж Натали.
- Кевин О’Гради — офицер Пандик, помощник шерифа.
- Дебора Аллен — Мэгги Паско.
- Холли Дево — Зои.
- Ромейн Уэйт — Кайл.

## Эпизоды
| № | Название                                                        | Режиссёр       | Автор сценария                                                | Дата премьеры   | Зрители U.S. (млн) |
| --- | --------------------------------------------------------------- | -------------- | ------------------------------------------------------------- | --------------- | ------------------ |
| 1 | «Пилот» «Pilot»                                                 | Адам Бернштейн | Кристиан Торп                                                 | 22 июня 2017    | 0,684              |
| Чернокожий мужчина в военной форме приходит в себя в окрестностях маленького городка, окружённого лесами. Он не помнит кто он и что с ним случилось. При нём лишь документы на имя Брайна Ханта. Одновременно он видит, что из леса надвигается странный плотный туман, в котором таится что-то опасное, так как вбежавшая в туман собака была кем-то или чем-то убита. Солдат, решивший, что его зовут Брайн Хант, спешит в город за помощью. В городке же разразился скандал. Сына шерифа Джея обвиняют в изнасиловании девушки Алекс, которая пришла к нему на вечеринку со своим другом-бисексуалом Адрианом. Родители девушки Кевин и Ева, в прошлом городская проститутка, требуют справедливости. Кевин едет в участок, а Ева и Алекс в торговый центр. Брайн приходит в участок и сообщает о надвигающейся угрозе, но шериф Коннор сажает его в камеру, где уже сидит ранее арестованная наркоманка Миа. Когда в участок приходит Кевин и присоединившийся к нему Адриан, туман опускается на городок и начинаются первые гибели людей от неизвестных существ, обитающих в тумане. Поднимается паника, жертвой которой становится пожилой мужчина Бенедикт. Его жена Натали, активная защитница природы спасается в церкви, где уже прячутся несколько человек во главе со священником Романовым. Тем временем в торговом центре Ева и Алекс встречают Джея. Тот уверяет, что не насиловал Алекс, но Ева ему не верит. Вскоре туман накрывает и торговый центр и посетители становятся свидетелями страшной гибели вышедшей на улицу миссис Кармоди. Испугавшись они закрывают все двери. |                                                                 |                |                                                               |                 |                    |
| 2 | «Абстиненция» «Withdrawal»                                      | Дэвид Р. Бойд  | История: Кристиан Торп Сценарий: Питер Макманус               | 29 июня 2017    | 0,496              |
| В церковь приезжают спасающиеся от тумана Кевин, Адриан, Коннор и освобождённые им Брайн и Миа. В торговом центре попытка вызвать помощь не удаётся — туман глушит сигналы. Директор торгового центра Гас сообщает об аварийной радиостанции в крыле, заполненном туманом. Ева и вызвавшийся ей помочь молодой человек из группы приезжих идут туда. Аварийный передатчик не срабатывает, но Еву настораживает, что незнакомец вызывает кого-то по позывному «Наконечник стрелы». После этого между ними возникает перепалка и Еве приходится убить незнакомца. Тем временем Кевин, Адриан, Миа и Брайн решают покинуть церковь и пробиться к торговому центру. Шериф с ними не идёт, а поведение Натали становится странным. |                                                                 |                |                                                               |                 |                    |
| 3 | «Покажи и расскажи» «Show and Tell»                             | Ник Мёрфи      | Питер Биген                                                   | 6 июля 2017     | 0,428              |
| Джей обнаруживает двух приезжих повесившимися в туалете. Их тела выносят на улицу, чтобы посмотреть, что будет. Посетители торгового центра разделились на два лагеря. Ева и Алекс и несколько человек ушли на второй этаж, остальные во главе с Гасом остались внизу. |                                                                 |                |                                                               |                 |                    |
| 4 | «Пекод» «Pequod»                                                | Т. Дж. Скотт   | Эндрю Уайлдер                                                 | 13 июля 2017    | 0,487              |
| Один из служащих, Вик, открыл дверь, чтобы передвинуть тележки с телами самоубийц и случайно впустил часть тумана. В итоге погибла маленькая девочка на глазах у матери. За это Гас выгоняет Вика на улицу. Мать девочки, Шелли, покидает лагерь Евы и возвращается вниз. |                                                                 |                |                                                               |                 |                    |
| 5 | «Приёмный покой» «The Waiting Room»                             | Ричард Лэкстон | Аманда Сегел и Кристиан Торп                                  | 20 июля 2017    | 0,538              |
| Кевин и его спутники добираются до больницы, где также укрылись выжившие. |                                                                 |                |                                                               |                 |                    |
| 6 | «Дьявол, которого знаешь» «The Devil You Know»                  | Джеймс Хоус    | Ноа Гриффит и Дэниел Стюарт                                   | 27 июля 2017    | 0,411              |
| В церкви Натали начинает говорить, что туман, это месть природы за осквернённую невинность. Отец Романов пытается пресечь богохульные высказывания, поддерживая в прихожанах веру. В больнице выясняется, что настоящее имя Брайна — Джона Диксон. Позже обнаруживается, что главный врач ставит опыты с туманом на пациентах. После того, как Кевин чуть не стал жертвой этих опытов, а также из-за прекращения подачи энергии, больницу также приходится оставить. |                                                                 |                |                                                               |                 |                    |
| 7 | «Через речку, через лес» «Over the River and Through the Woods» | Мэттью Пенн    | Дэниел Кэмерон Талботт                                        | 3 августа 2017  | 0,400              |
| В церкви Натали и отец Романов решают выйти в туман, чтобы доказать каждый свою правоту. Натали, уверенная, что природа её не тронет, выходит на улицу обнажённой, тогда как священник в рясе. Ему мерещатся четыре всадника, один из которых убивает священника, а Натали возвращается назад невредимой. Это пробуждает у остальных доверие к ней. |                                                                 |                |                                                               |                 |                    |
| 8 | «Закон природы» «The Law of Nature»                             | Гай Ферленд    | История: Аманда Сегел Сценарий: Эндрю Уайлдер и Кристиан Торп | 10 августа 2017 | 0,374              |
| Натали считает, что для того, чтобы туман ушёл, надо отдать ему виновника, то есть Джея, за то, что тот надругался над девушкой. Коннор, подвергшийся её влиянию сильнее всех, готов помочь ей дойти до торгового центра по подземным коммуникациям. По просьбе Адриана, Кевин и остальные заезжают в его дом. Пока Миа и Джона ищут бензин, а заодно вступают в близкие отношения, Адриан обнаруживает своего отца живым, а мать погибшей от тумана. Между отцом-гомофобом и сыном возникает потасовка, в которой Адриан убивает отца. Выясняется, что именно он, а не Джей, изнасиловал Алекс. Об этом узнаёт Кевин. Адриан ударом лишает его сознания и сообщив остальным, что Кевин погиб, призывает ехать в торговый центр. В торговом центре Шелли выясняет, что у Гаса есть личный неприкосновенный запас и грозит рассказать остальным. Гас убивает её и сваливает вину на Алекс. |                                                                 |                |                                                               |                 |                    |
| 9 | «Сон наяву» «The Waking Dream»                                  | Ник Мёрфи      | Аманда Сегел                                                  | 17 августа 2017 | 0,399              |
| Кевина спасает выживший в тумане Вик и они также едут в торговый центр. |                                                                 |                |                                                               |                 |                    |
| 10 | «Десятая трапеза» «The Tenth Meal»                              | Гай Ферленд    | Кристиан Торп                                                 | 24 августа 2017 | 0,405              |
| Алекс и Еву решают выгнать на улицу. Перед этим появившиеся в торговом центре Натали и Коннор находят и выгоняют на улицу Джея. Но туман не уходит. Джона сталкивается с последним оставшимся в живых приезжим и тот, обращаясь к нему «Сэр», призывает его следовать на «Наконечник стрелы». Прибыв в центр, Кевин находит Адриана и избивает его за изнасилование Алекс. Он и Миа спускаются, чтобы не дать Гасу и остальным выгнать Еву и Алекс на улицу. Тут выясняется, что настоящий отец Алекс — шериф Коннор. Но тот не противостоит толпе. Кевина, Еву, Алекс и Мию выгоняют на улицу. Они бегут к машине, где ждёт Вик. По дороге Алекс чуть не погибает, но её ценой своей жизни спасает Джей. В отместку за жестокость посетителей, Кевин машиной ломает двери центра и туман проникает внутрь, убивая всех, кто там находится. Решив покинуть зону тумана, Кевин и его спутники покидают городок. Проезжая мимо железной дороги, они видят идущий через город поезд и едут за ним в надежде на спасение. Но на станции они видят, как солдаты выгоняют из вагонов людей в тюремных робах — туману на съедение. |                                                                 |                |                                                               |                 |                    |

1. 1 2  Второй и третий эпизоды были выпущены онлайн 23 июня 2017 года[4].

## Производство

### Развитие
После выхода в 2007 году экранизации Фрэнка Дарабонта фильма «Мгла» исполнительные продюсеры Боб Вайнштейн и Харви Вайнштейн объявили, что планируют разработать мини-сериал по фильму. В ноябре 2013 года Боб Вайнштейн объявил, что под их флагом Dimension Television начнется производство мини-сериала из 10 серий. Было неясно, будет ли в сериале участвовать кинорежиссёр Дарабонт, и в течение некоторого времени развитие оставалось неизменным.
В сентябре 2015 года, почти через два года после анонса проекта, Dimension Television объявили, что подписали сценариста Кристиана Торпа на создания всего сериала. В феврале 2016 года Spike приобрёл пилотную серию. В апреле 2016 года было объявлено, что со Spike достигнута договорённость о трансляции всего сериала. В июле 2016 года продюсерская компания объявила, что сериал был снят и запущен в производство в Галифаксе в Новой Шотландии.

### Финансирование
Сообщается, что десять серий первого сезона были сняты при бюджете примерно в 23 миллионов. В июле 2016 года правительство Новой Шотландии объявило, что выделит на сериал 5,9 миллиона долларов. Этот спектакль стал крупнейшим развлекательным продуктом, когда-либо снимавшимся в провинции.

### Актёрский состав
В июле 2016 года Dimension Television объявили, что Морган Спектор сыграет главного героя Кевина Коупленда. Среди других объявленных актёров были Фрэнсис Конрой, Алисса Сазерленд, Зенна Дэвис-Джонс, Гас Бирни, Дэн Батлер, Люк Косгроув, Даника Чурчич, Окези Морро, Даррен Петти, Рассел Познер и Исайя Уитлок-младший.

### Рейтинги
После того, как пилотная серия получила высокие оценки, количество зрителей резко сократилось. Средний рейтинг сериала среди взрослых в возрасте от 18 до 49 лет составил 0,14, а рейтинги Nielsen Live + Same Day составил 462.000 зрителей за эпизод Сериал закрыли в сентябре 2017 года.

## Критика
Сериал получил неоднозначные отзывы критиков, которые высоко оценили его атмосферу и спецэффекты, но раскритиковали его сюжет, исполнение, неразвитость персонажей и неверность исходному материалу. На Rotten Tomatoes сериал получил 60 % одобрения, основанный на 46 рецензиях, со средним рейтингом 5,7 из 10. Критический консенсус сайта гласит: «Поглощающая атмосфера „Мглы“ и серьёзные спецэффекты борются за преодоление в целом скучной истории и представлений». На Metacritic сериал имеет средневзвешенные 54 балла из 100 на основе 25 рецензий, что означает «смешанные или средние отзывы».
Крис Скотт из «The Observer» описал сериал как «безжалостно мрачный, подлый и откровенно садистский почти на каждом шагу», связав это с падением рейтингов по ходу сериала. Бен Трэверс писавший для Indiewire описал сюжет как предсказуемый, а персонажей как «довольно ужасных», в результате чего зрители «переживали за туман, а не убегали от него».
Эд Пауэр из «The Daily Telegraph» считал, что это было посредственное усилие для работ Кинга, и что ему было выгодно придерживаться знакомых тем и шаблонов ужасов.